# Казеле де Руфи
Казеле де Руфи (итал. Caselle de' Ruffi) је насеље у Италији у округу Венеција, региону Венето.
Према процени из 2011. у насељу је живело 2967 становника. Насеље се налази на надморској висини од 9 м.